# Анойченко Федір Олексійович
Фе́дір Олексі́йович Ано́йченко (1791 — бл. 1826) — солдат-декабрист.
Походив з економічних селян Київ. губ. В армії з 1812. Служив у Семенівському полку, 1820 переведений до Саратовського полку. За завданням Сергія Муравйова-Апостола, з яким був знайомий по службі у Семенівському полку, вів протиурядову пропаганду серед солдатів. Влітку 1825 року в таборі під Житомиром організував виступ 1-ї гренадерської роти проти жорстокого ротного командира Березіна. 1826 Білоцерківська судова комісія засудила Анойченка до 12 тис. шпіцрутенів, тобто фактично до смертної кари.